# オータム天然温泉 しあわせの湯II

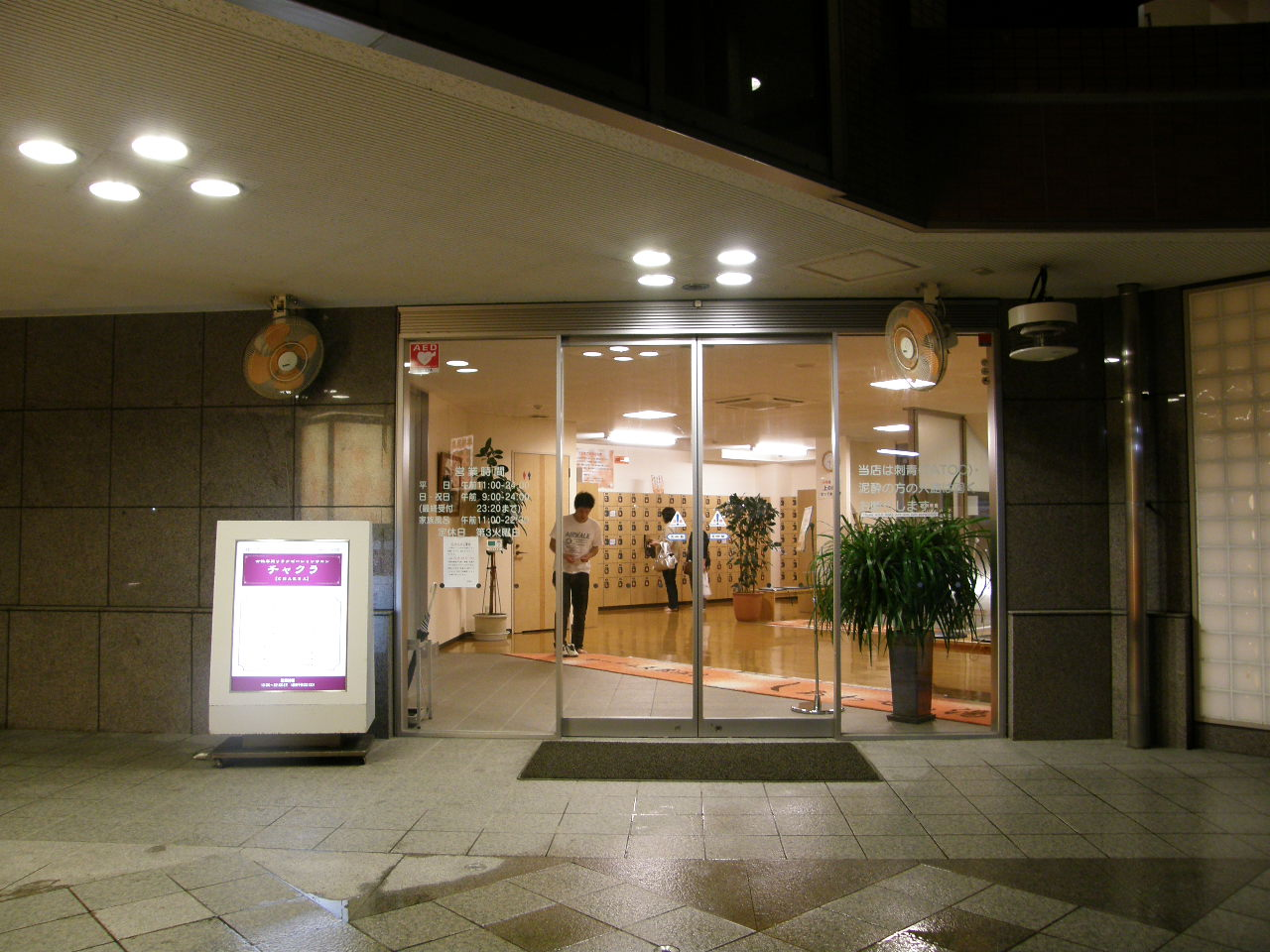
当館の玄関（入り口）

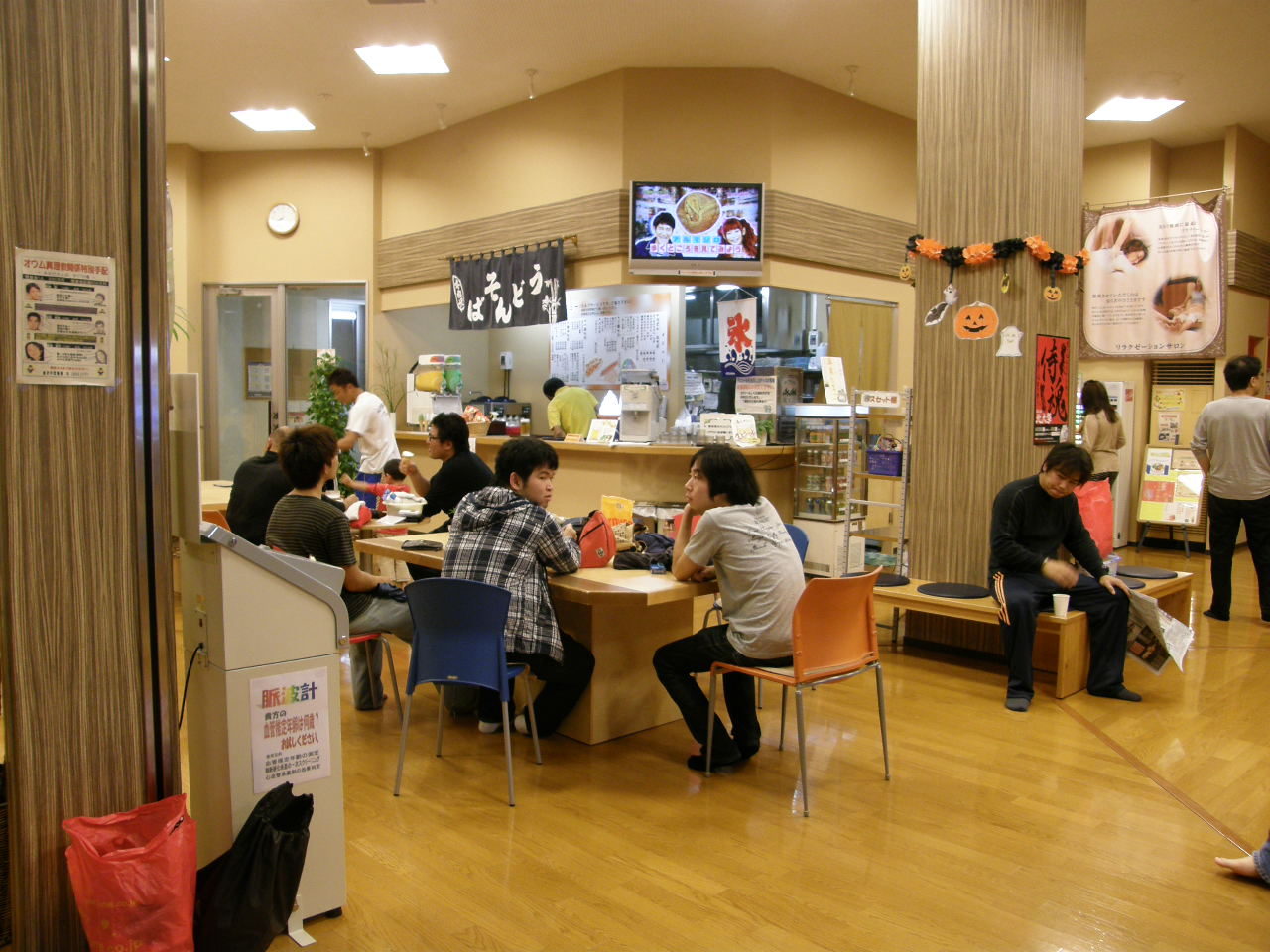
お食事処

オータム天然温泉 しあわせの湯Ⅱ（オータムてんねんおんせん しあわせのゆツー）は、かつて石川県金沢市田上町にあった日帰り入浴施設（スーパー銭湯）。2007年1月に開業したが2015年10月31日をもって閉店した。
運営は米沢電気グループの大和商事株式会社。同グループが運営する他の温泉施設として、同県の野々市市横宮町6-3に「しあわせの湯」（旧称：オータム天然温泉 しあわせの湯）がある。
跡地は、同じ米沢電気グループの日産プリンス金沢が運営する「日産プリンス金沢 田上さくら店」として2017年1月4日にオープンした。

## 施設の特徴
鉄筋コンクリートの2階建てで、1階は駐車場となっている。当館には以下の施設がある。
- 大浴場
天然温泉風呂のほか、ジェット風呂、バイブラ湯、高温風呂、ギョク石足湯、富甘のジャグジー湯、ゲルマニウムトルマリン風呂、天然水風呂がある。
- サウナ
- 家族風呂（毎日11：00より受付）
- お食事処
- 各種リラクゼーションサービス
  - ボディケア
  - 韓国式あかすり
  - 台湾式足つぼコース
  - アロマオイルリンパケア

## 温泉の特徴

### 泉質
- ナトリウム-塩化物泉（低張性弱アルカリ性温泉、源泉温度39.2℃）

### 効能
- 神経痛、筋肉痛、関節痛、関節のこわばり、五十肩、運動麻痺、うちみ、くじき、慢性消化器病、痔、冷え性、疲労回復、切り傷、火傷、婦人病など。

## 営業時間・利用料金
- 営業時間：平日・土 11:00〜24：00/日・祝 9：00〜24：00 （※最終受付は23:20）
- 定休日：第3火曜日 （※変更になる場合あり）
- 入浴料：大人（中学生以上） 600円/3歳〜小学生 300円

※2014年4月時点の情報

## アクセス
- 鉄道：北陸本線金沢駅より北鉄金沢バス（95：北陸大学線）「北陸大太陽が丘」行き、「下田上」下車すぐ
- 自動車：北陸道金沢西IC、または金沢東ICより約10分